# Schwarzfahrer
 Schwarzfahrer (títol traduït a l'anglès com a Black Rider) és un curtmetratge alemany dirigit l'any 1993 per Pepe Danquart. El títol en alemany és un joc de paraules, ja que l'expressió Schwarzfahrer significa, literalment, "passatger negre", però el seu significat més comú és el d'una persona que utilitza un mitjà de transport públic sense haver adquirit el bitllet corresponent. Schwarzfahrer va ser guardonada el 1994 amb l'Oscar al millor curtmetratge de ficció. La trama se centra en els abusos racistes que un home de raça negra pateix en un tramvia de Berlín.

## Trama
El curtmetratge s'inicia amb un home que, incapaç d'arrencar la seva motocicleta, es dona per vençut i opta per pujar a un tramvia sense adquirir el corresponent bitllet. Ja en el tramvia, el motociclista observa com un home de raça negra (Paul Outlaw) s'asseu just al costat d'una dona gran blanca (Senta Moira) que, molesta, començarà a proferir una lletania d'insults i de comentaris racistes i xenòfobs adreçats principalment als immigrants africans, als quals acusa de ser estúpids, paràsits, bruts, pudents, criminals, ganduls, i seropositius.
Durant tota l'estona, l'home negre resta impertorbable, sense moure's del seient, sense pronunciar ni una paraula, sense ni tan sols mirar-se la dona, i menjant pistatxos tranquil·lament. Alguns passatgers, inclòs el motociclista del principi del curtmetratge, es mostren visiblement pertorbats pel monòleg de la dona, però no s'atreveixen a intervenir. Aquesta situació persisteix fins que, en una de les parades, un revisor puja al tramvia. Quan la dona treu el seu bitllet de la bossa, l'home negre l'hi arrabassa hàbilment i se l'empassa, sense que ho vegi el revisor. Quan aquest es presenta davant d'ells, l'home negre mostra el seu bitllet amb un somriure beatífic, mentre la dona, profundament desconcertada, només pot murmurar que l'home negre s'ha empassat el seu (una excusa que, òbviament, el revisor no accepta). El joc de paraules del títol resulta obvi en aquest moment: l'home negre és un Schwarzfahrer en el sentit literal de la paraula, mentre que la dona acaba de convertir-se en Schwarzfahrerin en el sentit criminal.
El curtmetratge acaba amb el revisor obligant l'anciana a abandonar el tramvia. Irònicament, l'únic Schwarzfahrer real d'aquest curtmetratge (el motociclista, la moto del qual no arrencava) no rep cap càstig atès que el revisor baixa del vehicle per poder multar la dona i mai no li arriba a demanar el seu billet.

## Repartiment
- Senta Moira (l'anciana blanca).
- Paul Outlaw (l'home negre).
- Stefan Merki (el motociclista).
- Klaus Tilsner (el revisor).

## Premis
- Premi Oscar al  millor curtmetratge de ficció, l'any 1994.